# Budelli
Budelli es una isla en el archipiélago de la Magdalena, cerca del estrecho de Bonifacio, en el norte de la región de Cerdeña, en Italia. Es parte del parque nacional de La Maddalena.
Budelli se encuentra a varios cientos de metros al sur de Razzoli y Santa María. Tiene una superficie de 1,6 km² y un total de costa de 12,3 km. El punto más alto es el Monte budello, a los 87 m.
Budelli es considerada una de las más bellas islas en el Mar Mediterráneo. Es especialmente conocida por su Spiaggia Rosa ("Playa Rosa"), en la parte suroriental de la isla, que debe su color típico a microscópicos fragmentos de corales y conchas.
En octubre de 2013 un banquero compra la isla por 3 millones de euros.
Actualmente vuelve a estar a la venta.